# Jaume de Vilaragut
Jaume de Vilaragut (València segle XV - ibídem) va ser un corsari valencià.
El 1441 amb quatre galeres va assetjar sense èxit la ciutat xipriota de Famagusta, aleshores una possessió genovesa. El 1444, sota comandament de l'Orde de l'Hospital va participar en la captura del vaixell genovès Doria, que portava avituallaments per l'exèrcit turc fondejat a Rodes. Durant el setge de Rodes el 1444 va lluitar al costat de l'Orde de Sant Joan en la defensa de l'atac dels mamelucs. El 1446 va ser fet presoner dels turcs que el portaren a Alexandria però se n'escapà i arribà a Rodes amb el seu sogre Joan Bonet, capità d'una galera.
L'any següent era a València on va poder explicar els seus relats al seu amic, l'escriptor Joanot Martorell, que els inclogué en el Tirant lo Blanc.